# Ремезовые
Ремезовые (лат. Remizidae) — семейство воробьиных птиц. В семействе три рода и 11 видов.

## Описание
Ремезовые — это маленькие, похожие на синиц птицы длиной от 7,5 до 11 см. По сравнению с синицами у них более тонкие, меньшие по размеру клювы. У них также короткие, округлые крылья и короткие хвосты.

## Распространение
Ремезовые распространены в Евразии, Африке и Северной Америке. В то время как род Remiz распространен от Португалии и северного Марокко до Японии, самый большой род — Anthoscopus обитает к югу от Сахары до Южной Африки. Монотипический род Auriparus распространён в Мексике и на юго-западе США.
Евразийские виды — это большей частью перелётные птицы, африканские и американские виды — это оседлые птицы.
Большинство видов предпочитают открытые ландшафты с отдельно растущими деревьями и кустами, несколько видов живут в пустынях, болотистых местностях или лесах.

## Образ жизни
Большую часть питания составляют насекомые, а также плоды, семена и нектар. Охотничье поведение очень напоминает охотничье поведение настоящих синиц.
Многие виды строят художественные, висящие гнёзда из паутины, шерсти животных и мягких частей растений, таких как ива и семена тополя. Гнёзда представителей рода Anthoscopus более сложные, чем евразийского рода Remiz, они имеют ложный вход под настоящим, который ведёт в пустую камеру. Настоящий вход закрывается с помощью клапана.

## Классификация
В состав семейства включают три рода с 11 видами:
- Род Remiz — Ремезы
  - Remiz pendulinus — Обыкновенный ремез
  - Remiz macronyx — Тростниковый ремез
  - Remiz consobrinus — Китайский ремез
  - Remiz coronatus — Венценосный ремез
- Род Anthoscopus
  - Anthoscopus caroli — Белолобый ремез
  - Anthoscopus flavifrons — Золотолобый ремез
  - Anthoscopus minutus — Капский ремез
  - Anthoscopus musculus — Мышиный ремез
  - Anthoscopus parvulus — Сенегальский ремез
  - Anthoscopus punctifrons — Суданский ремез
- Род Auriparus — Американские ремезы
  - Auriparus flaviceps — Американский ремез